# 시드니 블루삭스
시드니 블루삭스(Sydney Blue Sox)는 2010년 창단한 오스트레일리아 ABL의 프로야구팀이다. 뉴사우스웨일스주 시드니 시를 연고로 하며 홈구장은 블랙타운 베이스볼 스타디움이다.

## 역대 한국인 선수
(블루삭스 시절 등번호, 포지션, 블루삭스에서 소속이던 시즌)
- 구대성 - 30번, 투수, 2010년 ~ 2015년
- 임경완 - 1번, 투수, 2015년 ~ 2017년
- 고창성 - 37번, 투수, 2017년